# Старопучкаково
Старопучка́ково (рос. Старопучкаково, башк. Иҫке Боҫҡаҡ) — село у складі Чекмагушівського району Башкортостану, Росія. Входить до складу Юмашевської сільської ради.
Населення — 276 осіб (2010; 279 у 2002).
Національний склад:
- башкири — 82 %